# William D’Amico
William D’Amico (ur. 3 października 1910 w Utica, zm. 30 października 1984 w Lake Placid) – amerykański bobsleista. Złoty medalista olimpijski z Sankt Moritz.
Igrzyska w 1948 były jego jedyną olimpiadą. Mistrzem został w czwórkach. Trzykrotnie stawał na podium mistrzostw świata, w 1949 i 1950 sięgając po złoto w czwórkach.